# Cina ai Giochi della XXVI Olimpiade
La Cina partecipò ai Giochi della XXVI Olimpiade, svoltisi ad Atlanta, Stati Uniti, dal 19 luglio al 4 agosto 1996, con una delegazione di 294 atleti impegnati in venticinque discipline.

## Medaglie
| Medaglia | Nome | Sport  | Evento           |
| -------- | ---- | ------ | ---------------- |
| Argento  | Cina | Calcio | Torneo femminile |

## Risultati

### Calcio
- Donne

| Atleta | Classifica |                 |
| --- | --- | --------------- |
| V · D · M Nazionale cinese femminile · Calcio ai Giochi Olimpici Estivi 1996 1 Zhong H. · 2 Wang L. · 3 Fan Y. · 4 Yu H. · 5 Xie H. · 6 Zhao L. · 7 Wei H. · 8 Shui Q. · 9 Sun W. · 10 Liu A. · 11 Sun Q. · 12 Wen L. · 13 Liu Y. · 14 Chen Y. · 15 Shi G. · 16 Gao H. · 18 Zhang Y. · 20 Niu L. · CT : Ma Y. | Argento |                 |
| Nazionale cinese femminile · Calcio ai Giochi Olimpici Estivi 1996 | |                 |
| 1 Zhong H. · 2 Wang L. · 3 Fan Y. · 4 Yu H. · 5 Xie H. · 6 Zhao L. · 7 Wei H. · 8 Shui Q. · 9 Sun W. · 10 Liu A. · 11 Sun Q. · 12 Wen L. · 13 Liu Y. · 14 Chen Y. · 15 Shi G. · 16 Gao H. · 18 Zhang Y. · 20 Niu L. · CT: Ma Y.                                                                               | 1 Zhong H. · 2 Wang L. · 3 Fan Y. · 4 Yu H. · 5 Xie H. · 6 Zhao L. · 7 Wei H. · 8 Shui Q. · 9 Sun W. · 10 Liu A. · 11 Sun Q. · 12 Wen L. · 13 Liu Y. · 14 Chen Y. · 15 Shi G. · 16 Gao H. · 18 Zhang Y. · 20 Niu L. · CT: Ma Y. | Cina (bandiera) |